# Hemicrambe fruticosa
Hemicrambe fruticosa är en korsblommig växtart som först beskrevs av C.C. Towns., och fick sitt nu gällande namn av Gomez-campo. Hemicrambe fruticosa ingår i släktet Hemicrambe och familjen korsblommiga växter. IUCN kategoriserar arten globalt som sårbar. Inga underarter finns listade i Catalogue of Life.